# 狄拉克定理
狄拉克定理解释了图染色数与完全细分图的关系。

## 定理描述
任何一个最小染色数大于等于4的图（{\displaystyle \chi (G)\geq 4}）均存在一个4阶完全图的细分图（{\displaystyle K_{4}-subdivision}）。

## 相关背景介绍

### 图染色数
对于给定的图{\displaystyle G}，存在{\displaystyle k}种颜色和一种染色方案，将图中{\displaystyle G}每一个顶点都染成{\displaystyle k}种颜色中的一种。如果染色方案满足一下条件，那么将称该染色方案为恰当的染色方案：对于图{\displaystyle G}中任意两个顶点{\displaystyle u,v}，如果{\displaystyle uv\in E(G)}，那么{\displaystyle u,v}所染成的颜色不同。
对于图{\displaystyle G}，如果存在一个{\displaystyle k}种颜色的恰当染色方案，我们称{\displaystyle G}是染色的。在所有满足条件的{\displaystyle k\in \mathbb {Z_{+}} },我们称最小的那个{\displaystyle k}为{\displaystyle \chi (G)}。

### 细分边
给定一条边{\displaystyle e=v_{1}v_{2}}，在边{\displaystyle e}中添加一个点{\displaystyle w}使得{\displaystyle e}变为一条由{\displaystyle v_{1}w,wv_{2}}组成的路径，称为边的细分。

### 细分图
对于图{\displaystyle G}，将其中一些边进行细分而得到的图{\displaystyle G'}称为{\displaystyle G}的细分图

### 色临界图
如果对于图{\displaystyle G}，其任意真子图{\displaystyle G'\subset G}均满足{\displaystyle \chi (G')<\chi (G)}，则称{\displaystyle G}为色临界图。对于任何一张图{\displaystyle G}，均存在{\displaystyle G'\subseteq G,\chi (G')=\chi (G)}且{\displaystyle G'}是色临界图。

## 定理证明
对图中点的数量{\displaystyle n(G)}进行递归
当{\displaystyle n(G)=4}的时候，{\displaystyle G}的最小染色数为4，故{\displaystyle G}只能为一张完全图，所以{\displaystyle G}中存在{\displaystyle K_{4}}的细分图（自身）。
假设当{\displaystyle n(G)\leq k-1}时成立，现考虑当{\displaystyle n(G)=k}时。由于{\displaystyle \chi (G)\geq 4}，存在{\displaystyle H\subseteq G,\chi (H)=4}且{\displaystyle H}是色临界图。由子图可知，{\displaystyle n(H)\leq k}。
由于{\displaystyle H}是色临界图，{\displaystyle H}不存在割点。
如果{\displaystyle \kappa (H)=2}，设{\displaystyle S=\{x,y\}}为{\displaystyle H}的割集。根据色临界图割集的性质，{\displaystyle xy\notin E(H)}且任意选择{\displaystyle H_{i}}为{\displaystyle H-\{x,y\}}的连通分支，{\displaystyle H'}为{\displaystyle H_{i}\cup \{x,y\}}的生成子图，有{\displaystyle \chi (H'+xy)=\chi (G)=4}。由于{\displaystyle n(H'+xy)<n(G)}，所以{\displaystyle H'+xy}中存在一个4阶完全图的细分图{\displaystyle A}。如果{\displaystyle xy\notin A}，则{\displaystyle A\subseteq H'\subseteq G}。那么根据归纳假设，{\displaystyle G}中存在4阶完全图的细分图{\displaystyle A}。如果{\displaystyle xy\in A}，对于{\displaystyle H-\{x,y\}}的另一个连通分支{\displaystyle H_{j}}，{\displaystyle H_{j}\cup \{x,y\}}是连通图，存在一条从{\displaystyle x}到{\displaystyle y}的路径{\displaystyle P\in H'}。则{\displaystyle P\notin A}，所以{\displaystyle A-xy\cup P}是一个4阶完全图的细分图。
如果{\displaystyle \kappa (H)\geq 3}，任意选择{\displaystyle x\in V(H)}，有{\displaystyle \kappa (H-x)\geq 2}。所以存在一个环{\displaystyle C\in H-x}。选取环{\displaystyle C}上任意三个点{\displaystyle v_{1},v_{2},v_{3}}，在{\displaystyle H}中添加一个点{\displaystyle u}与三条边{\displaystyle e_{1}=v_{1}y,e_{2}=v_{2}y,e_{3}=v_{3}y}得到新的图{\displaystyle H^{\ast }}，则仍然有{\displaystyle \kappa (H^{\ast })\geq 3}。所以对{\displaystyle x,y\in H^{\ast }},存在三条从{\displaystyle x}到{\displaystyle y}内部互不相交的路径{\displaystyle P'_{1}=P_{1}+v_{1}y,P'_{2}=P_{2}+v_{2}y,P'_{3}=P_{3}+v_{3}y}。又由于{\displaystyle v_{1},v_{2},v_{3}\in C}。存在环上3条内部互不相交的路径{\displaystyle P_{4},P_{5},P_{6}}分别从{\displaystyle v_{1}}到{\displaystyle v_{2}}，{\displaystyle v_{2}}到{\displaystyle v_{3}}，{\displaystyle v_{3}}到{\displaystyle v_{1}}。则{\displaystyle P_{1}\cup P_{2}\cup P_{3}\cup P_{4}\cup P_{5}\cup P_{6}}是图{\displaystyle G}的一个子图且为4阶完全图的细分图。

## Hajos 猜想
任何一个最小染色数大于等于{\displaystyle k}的图（{\displaystyle \chi (G)\geq k}）均存在一个{\displaystyle k}阶完全图的细分图（{\displaystyle K_{k}-subdivision}）。
当{\displaystyle k=2,3,4}的时候，答案是肯定的。
当{\displaystyle k\geq 7}的时候，答案是否定的。
对于{\displaystyle k=5,6}，目前是个开放问题